# A Throw of the Dice
A Throw of the Dice è un cortometraggio muto del 1913 diretto da Frank Wilson.

## Trama
La moglie di un agitatore rapisce il figlio del proprietario della miniera quando, durante uno sciopero, le muore il proprio figlio.

## Produzione
Il film fu prodotto dalla Hepworth. Il soggetto è basato su una storia scritta da Alice De Winton che è anche protagonista della pellicola. L'attrice, qui al suo secondo film, proveniva dal teatro, dove era una delle dive più affermate del palcoscenico. Per il cinema, lavorò spesso con la compagnia di Cecil Hepworth.

## Distribuzione
Distribuito dalla Hepworth, il film - un cortometraggio in due bobine - uscì nelle sale cinematografiche britanniche nel dicembre 1913. Venne distribuito anche negli Stati Uniti il 15 giugno 1914 dalla Hepworth-American.
Si conoscono pochi dati del film che fu distrutto nel 1924 dallo stesso produttore, Cecil M. Hepworth. Fallito, in gravissime difficoltà finanziarie, Hepworth pensò in questo modo di poter almeno recuperare il nitrato d'argento della pellicola.